# Општина Ножорид (Бихор)
Ножорид (рум. Nojorid) општина је у Румунији у округу Бихор.
Oпштина се налази на надморској висини од 146 m.